# Torre Torretes
Torre Torretes és un sainet en un acte, original de Josep Burgas, estrenat al teatre Catalunya de Barcelona, la nit del 24 de febrer de 1912, per la companyia de teatre del Sindicat d'Autors Dramàtics Catalans.
L'acció passa un diumenge d'estiu, en un jardí d'una torre del terme de Montcada.

## Repartiment de l'estrena
- Donya Elvira: Antònia Verdier
- Isabel: Ramona Mestres
- Fineta: Pilar Castejón
- Don Pau Torretes Josep Bergés
- Senyor Regordosa: August Barbosa
- Senyor Rovira: Lluís Puiggarí
- Enric Rafael Bardem
- Rafel: Carles Capdevila
- Senyor Prat: Avel·lí Galceran
- Senyor Reig: Ramon Tor
- Senyor Gros: Eduard Torres
- Senyor Puig: Ramon Martori
- Enric: Andreu Guixer